# 防守 (運動)
體育運動中，防守即指一方使用身體或其他不違規方式阻擋對方的行進或路線，並通過積極移動，搶占有利位置，阻撓和破壞對手得分的行為。防守的相對方則稱進攻。依各運動的規則不同，其防守方式以及防守策略也會有所不同。
大部份球類運動的防守，是讓對方球員不能將球打進可得分的位置，會依球員防守任務的不同，給予不同的名稱（例如足球的守門員、棒球的捕手、一壘手、二壘手、三壘手、游擊手、外野手等），有些運動甚至會有專門負責防守的一組球員（例如美式足球）。

## 各運動的防守

### 美式足球
美式足球會將球員依其任務分為「進攻組」及「防守組」。防守組會包括在對手進攻線鋒前列陣的防守線鋒（Defensive Line）、看守對方的接球員的防守後衛（Defensive Backs），以及在防守線及後衛之間的列陣線衛（Linebacker）。

### 足球
足球比賽中的球員會指定「位置」，表示其角色以及活動範圍。其中有些位置主要是防守的角色。
足球的守門員是在球門附近防守，阻止足球射進球門，是絕對防守型的角色。守門員在禁區內可以用球碰觸球，是唯一用手碰球不算犯規的足球員。
其他的防守位置主要會用後衛擔任，有在球場後方，負責球場兩側防守的邊後衛，左右後衛和守門員之間的中後衞，以及高流動性的後場自由人。中場球員中也有一些是防守中場（或稱為後腰）。

### 棒球
棒球和其他大多數的球類競賽不同：由守方控制球。在球場上的守方隊員會有九人，而攻方隊員只會有一到四人。
在早期的規則中，每一個球員都要守備，也都要打擊。現在大部份的業餘比賽以及職業比賽已有指定打擊（DH）的規則，這是由美國職業棒球大聯盟的美國聯盟引入的規則。若有指定打擊，投手就不用打擊。目前沒有指定打擊的主要職業聯盟有美國職業棒球大聯盟的國家聯盟，以及日本棒球機構的中央聯盟。
每一局開始，會由守方的投手投球給捕手，並且讓打擊者打擊。守方的任務就是避免打擊者或跑者上壘經過各壘，回到本疊得分。若打擊者沒有打到球，捕手需接住球。守方需在半局內使三名打者或跑壘員出局。
造成出局的方式有幾種：
1. 若打者已累積三個好球（三振）。
2. 若打者將球打擊出去，在落地之前被守方球員接到（接殺）。
3. 若跑壘員在二個壘之間，或是還沒跑到壘包，而球比較早到站在該壘包上的防守者（封殺），或是防守者持球碰觸到跑壘員（觸殺）

若打擊者有打到球，所有守方隊員要設法避免打者上壘，並且避免跑壘員向下一壘推進甚至得分。而攻方就要設法讓打者上壘，讓跑壘員向下一壘推進甚至得分。
若守方已讓三人出局，此半局結束，攻方或守方會攻守交換。不過若在第九局或是延長賽，下半局的攻方已經勝利，則不需進行完半局的比賽，比賽結束，攻方勝利。
像是壘球及足壘球等規則大致和棒球類似，也是由守方控制球的球類競賽。

### 板球
板球運動的防守是指守備員在擊球手將球擊出後將其迅速撿回，從而限制擊球手的得分（跑）數量，或者將球在空中接殺或追殺擊球手，從而使擊球手出局。